# Người Hung

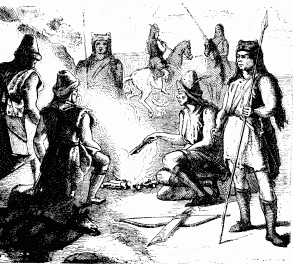
Trại của người Hung.

Người Hung là một nhóm người dân du cư hay bán du cư trên lưng ngựa trong một liên minh lỏng lẻo ở khu vực Trung Á, có lẽ ban đầu sinh sống trong khu vực từ ven hồ Issyk Kul (ngày nay thuộc Kyrgyzstan) tới Ulan Bator (thủ đô của Mông Cổ ngày nay). Người Hung có lẽ đã đóng vai trò quan trọng trong lịch sử sau này của cả châu Á lẫn châu Âu.

## Nguồn gốc và nhân dạng

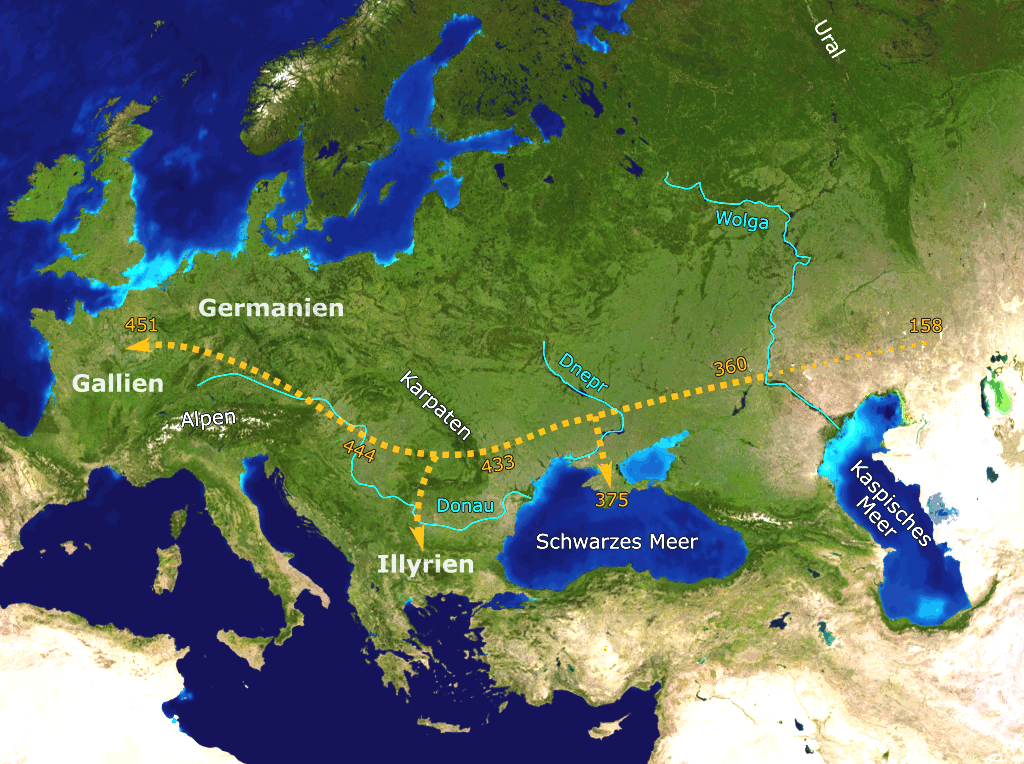
Giả thuyết về con đường tới châu Âu của người Hung

## Lịch sử

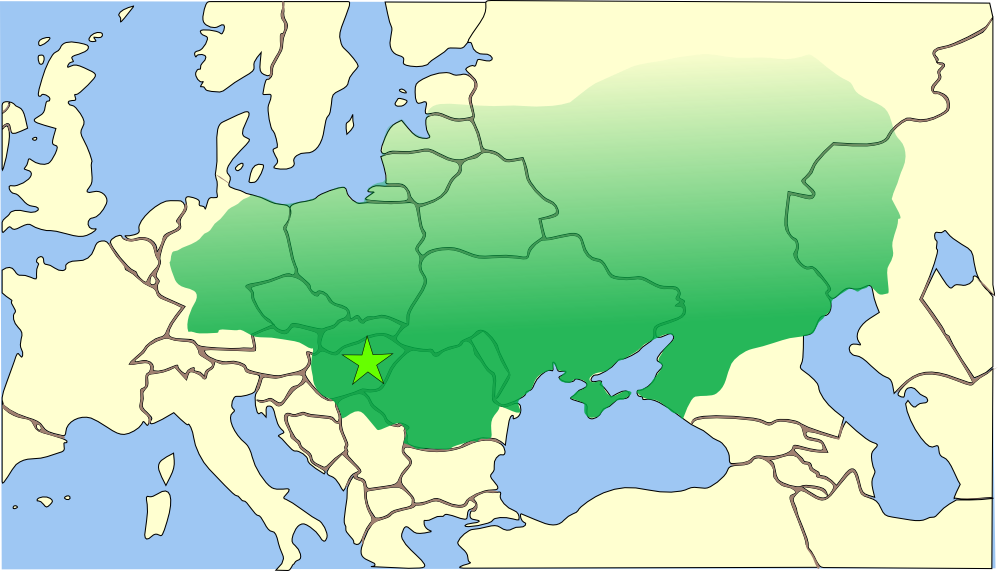
Đế quốc Hung kéo dài từ các thảo nguyên Trung Á tới khu vực ngày nay là Đức, và từ biển Đen tới biển Baltic.

### Người Hung châu Âu

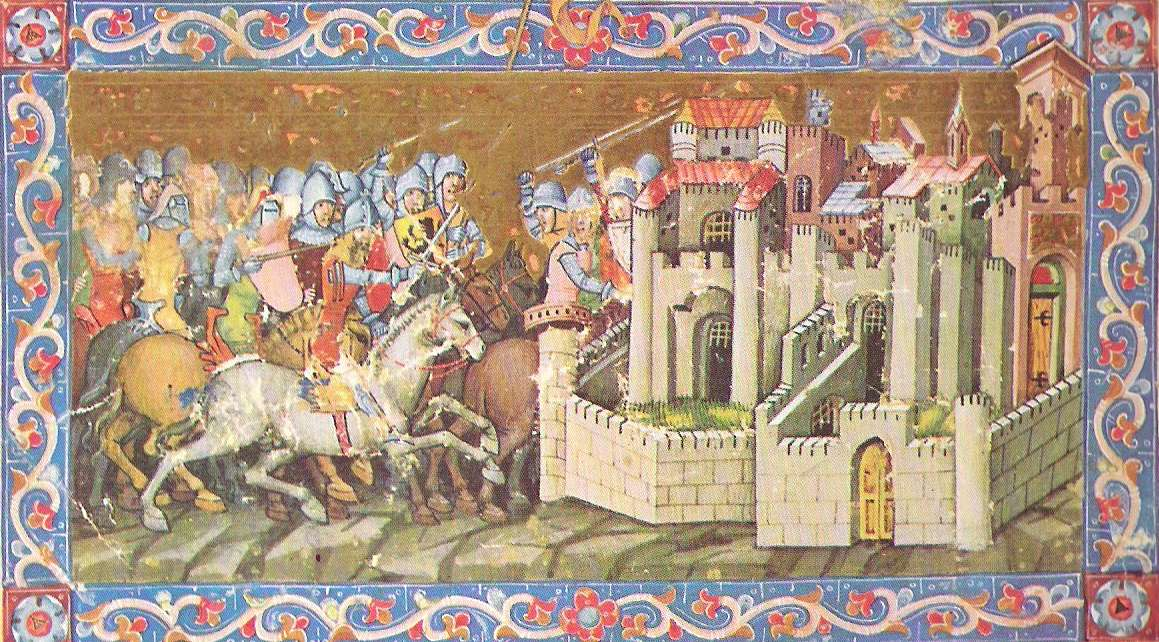
Bức tranh thế kỷ 14 về "người Hung" đang vây hãm một thành phố. Lưu ý các chi tiết lỗi thời về vũ khí, áo giáp và kiểu thành phố. Chronicon Pictum, 1360.